# Шиффер, Ойген
О́йген Ши́ффер (нем. Eugen Schiffer; 14 февраля 1860, Бреслау, Пруссия — 5 сентября 1954, Берлин) — немецкий государственный деятель времён Веймарской республики. Министр финансов в первом правительстве Веймарской республики, дважды министр юстиции. Активно участвовал в составлении плана выплаты победителям Первой мировой войны контрибуций и в попытках восстановить покупательную способность немецкой марки.

## Биография
Происходил из обращённой в лютеранство еврейской семьи. Учился с 1877 по 1880 годы в университетах Бреслау, Лейпцига, Тюбингена и снова Бреслау, где сдал экзамены стажёра в области правоведения. По прошествии периода стажировки и подготовки в 1885 году сдаёт большой государственный юридический экзамен на оценку «хорошо». С 1888 по 1889 годы работал участковым судьёй в Забже (Верхняя Силезия), затем до 1906 года участковым и земельным судьёй в Магдебурге. В 1906 он перенаправляется в Берлинский апелляционный суд. В 1910 году входит в состав Верховного административного суда.
После ухода из политики в 1924 году Шиффер продолжил адвокатскую практику, периодически печатая в различных изданиях свои мысли о состоянии немецкого правосудия. Так, например, в письме в «Die Deutsche Justiz» («Немецкая юстиция»), опубликованном в 1928 году он рассуждал о том, что текущее положение вещей в Германии, соответствует термину «гипертрофия права», когда существует масса регламентов и правил, которая едва ли обозрима даже для специалистов, в сочетании с оторванностью от жизни судей и юридической неосведомлённостью народа ведёт к кризису доверия права и юстиции. Наряду с этим он был соиздателем газеты «Deutsche Juristenzeitung» («Немецкая юридическая газета»).
После Второй мировой войны Шиффер проживал сначала в советской зоне оккупации. С 1945 по 1948 годы был президентом центрального (восточно-)германского управления юстиции. В 1950 году переехал в ФРГ.
Был женат и имел двух детей. Его зять Вальдемар Кох в 1945 году был первым председателем ЛДПГ в советской зоне оккупации Германии.

## Партийная принадлежность

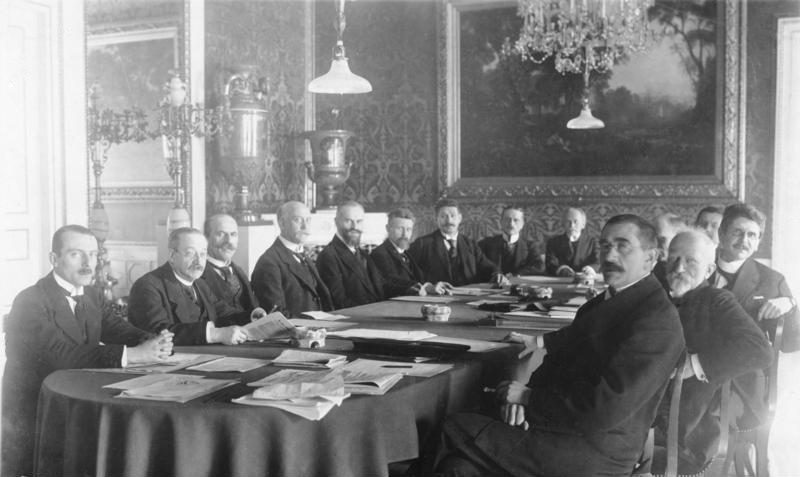
февраль 1919 г.
Первое заседание кабинета Шейдемана 13 февраля 1919 года в Веймаре. Слева направо: Ульрих Раушер, Роберт Шмидт, Ойген Шиффер, Филипп Шейдеман, Отто Ландсберг, Рудольф Виссель, Густав Бауэр, Ульрих фон Брокдорф-Ранцау, Эдуард Давид, Гуго Прейсс (стоит), Йоханнес Гисбертс, Йоханнес Белль, Георг Готгейн, Густав Носке

В кайзеровской Германии Шиффер состоял в Национал-либеральной партии. В отличие от подавляющего большинства коллег по партии, сформировавших после распада НЛП немецкую народную партию, Шиффер принял участие в создании Немецкой демократической партии. В НДП он находился до октября 1924 года, пока не ушёл из политики.
В начале июня 1945 года он вместе с Вильгельмом Кюльцем опубликовал призыв к формированию в Германии либерально-демократической партии. И до начала 1950 года входил в центральное правление ЛДПГ. После переезда в ФРГ входил в состав СвДП.

## Депутатская деятельность
В 1903—1918 годах Шиффер состоял членом прусской палаты депутатов от избирательного округа Магдебург. Избирался депутатом рейхстага империи в 1912—1917 годах, где представлял избирательный округ Вольмиштедт-Хальденслебен. Там он занимался унификацией правосудия в Германской империи, которое вопреки имперским законам было ещё довольно сильно раздроблено по составляющим немецкого государства.
Шиффер вошёл в состав веймарского учредительного собрания с 9 июля 1919 года как преемник Фридриха фон Пайера, главы фракции НДП.
Шиффер входил в рейхстаг вплоть до 1924 года. В 1923 году он подготовил от фракции НДП проект «Первого закона об упрощении деятельности органов юстиции», который был принят в феврале 1924 года в несколько изменённой формулировке. Общая цель сего законопроекта заключалась в том, чтобы сократить, прежде всего, сроки гражданского процесса и разработать средства противодействия затягиванию процесса. В частности, делался упор на введении примирительного производства. Кроме этого, с 1921 по 1925 годы был депутатом прусского ландтага. В дальнейшем, после выхода из партии и ухода из политики 24 октября 1924 года мандат депутата не принимал.
После Второй мировой войны некоторое время входил в состав Народной палаты ГДР, в 1949—1950 годах, был председателем Конституционного Комитета ГДР.
В 1950 году Шиффер переехал в Западную Германию и вступил в Свободную демократическую партию.

## Должности в государственном аппарате
В период пребывания у власти совета народных уполномоченных под руководством Фридриха Эберта, Шиффер, как человек работавший в последних кайзеровских правительствах Георга Михаэлиса и Максимилиана Баденского, занимал пост статс-секретаря имперского казначейства.
При рейхсканцлере Филиппе Шейдемане, до 19 апреля 1919 был заместителем главы правительства и руководил имперским министерством финансов. При наследнике Шейдемана Густаве Бауэре возглавлял, с 3 октября 1919 по 26 марта 1920 года, министерство юстиции и снова был вице-канцлером. Считается одной из ключевых фигур, участвовавших в подавлении капповского путча. И, наконец, в первом кабинете Вирта с 10 мая по 22 октября 1921 — повторно был министром юстиции.

## Звания
Почётный доктор университетов Галле (1928) и Берлинского имени Гумбольдта (1950).

## Публикации
- Zur Lehre vom Glückspiel, in: Der Gerichtssaal, 1895, Seite 184 ff.
- Der neueste Entwurf zur Reform des Strafverfahrens, Kattowitz 1896
- Die Rechtskonsulenten, Берлин 1897
- Neue Vorschläge zur Beschleunigung und Vereinheitlichung der Rechtspflege, in: Juristische Wochenschrift, 1914, Seiten 2ff.
- Der vaterländische Hilfsdienst; Erläuterungen und Materialien zum Gesetz über den vaterländischen Hilfsdienst vom 5. Dezember 1916, издательство Отто Либмана, Берлин 1916.
- Die deutsche Demokratie nach den Reichstagswahlen, 1920.
- Die Deutsche Justiz. Grundzüge einer durchgreifenden Reform, издательство Отто Либмана, Берлин 1928.
- Sturm über Deutschland, издательство Отто Либмана, Берлин 1932.
- Die neue Verfassung des Deutschen Reiches. Eine politische Skizze, издательство Hobbing, Берлин 1932.
- Ein Leben für den Liberalismus, Herbig, Берлин 1951.